# Afrikanische Straße (métro de Berlin)
Afrikanische Straße est une station de la ligne 6 du métro de Berlin, dans le quartier de Wedding.

## Histoire

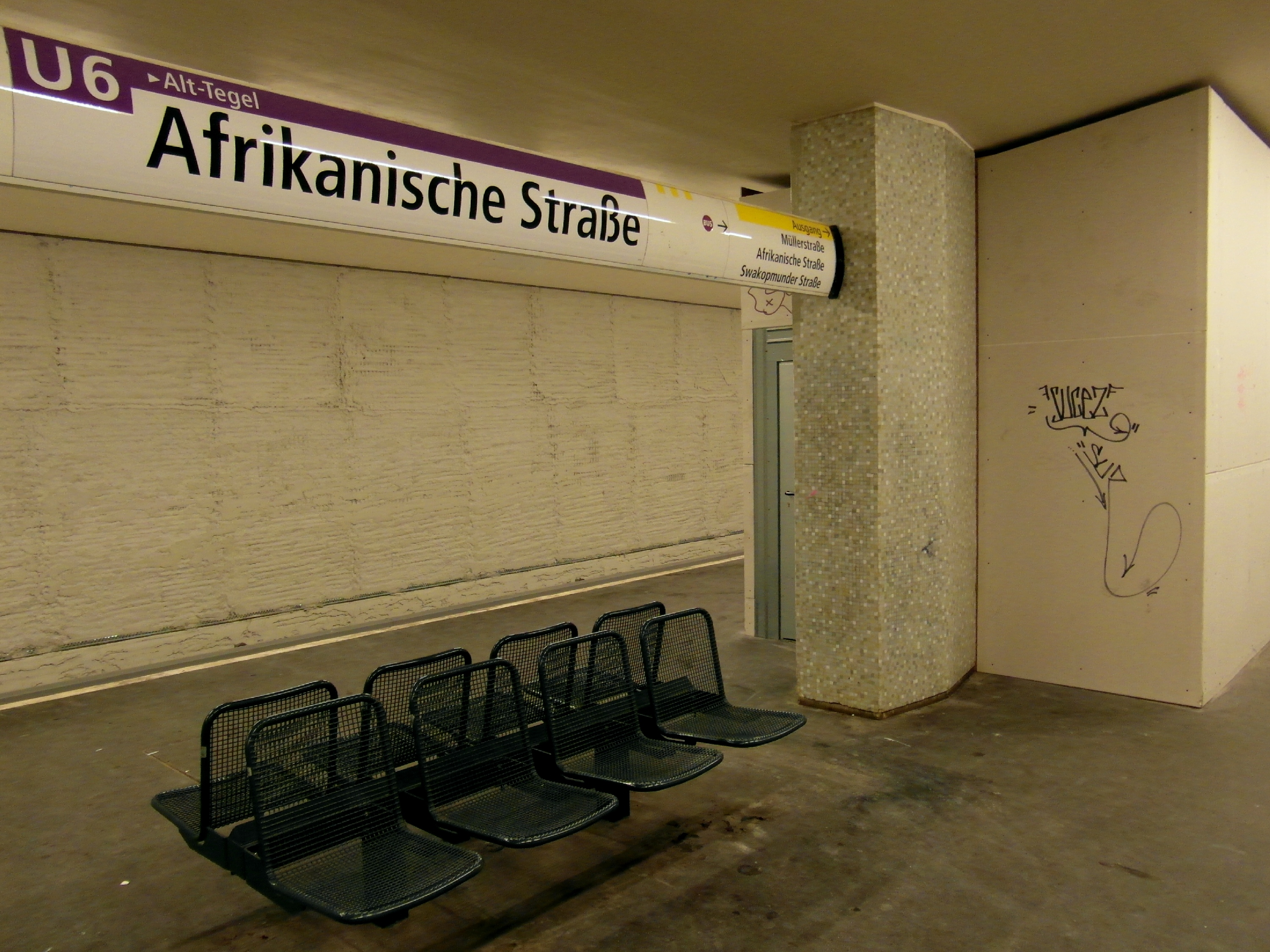

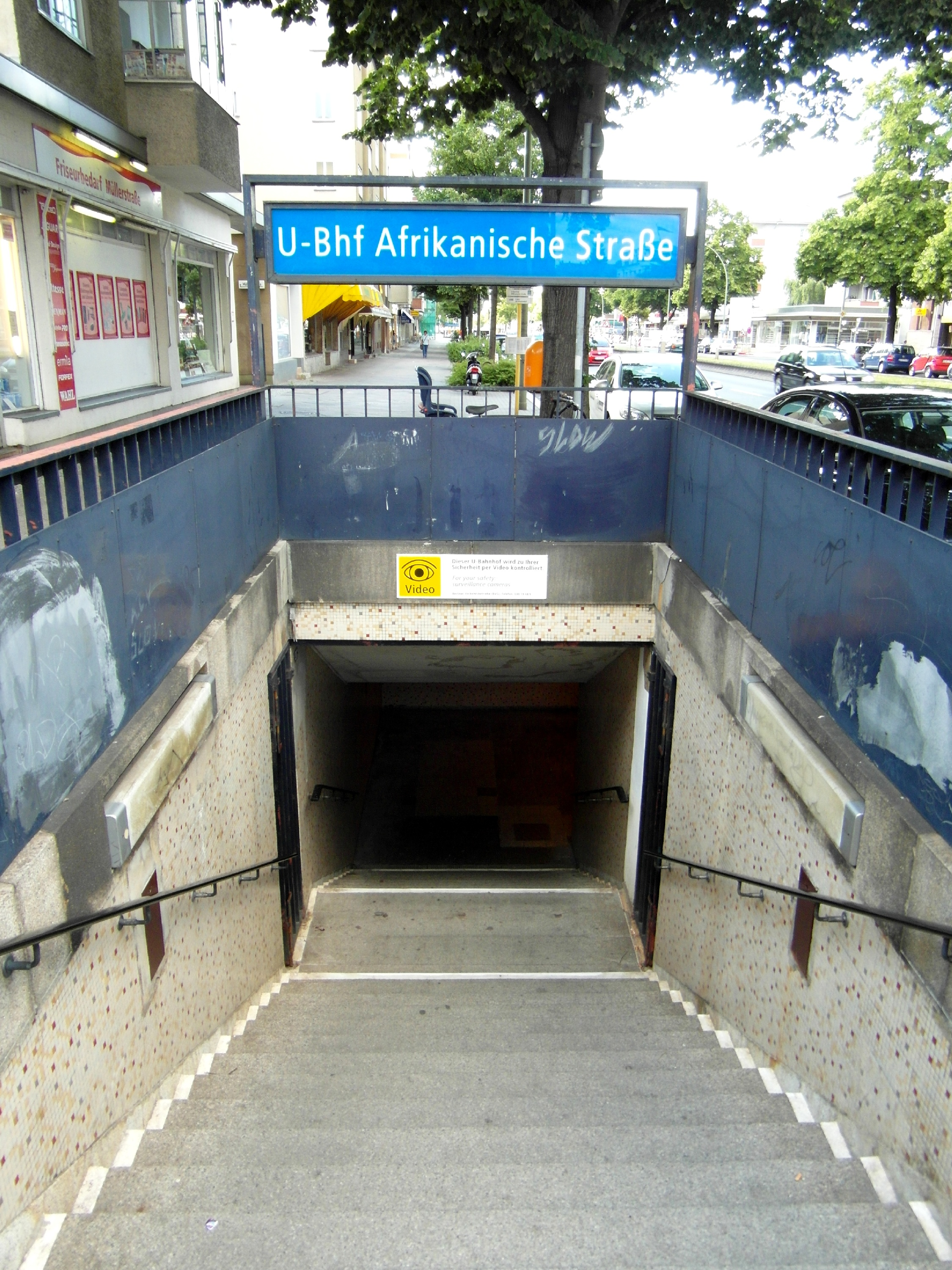

La station ouvre le 3 mai 1956 dans le cadre de l'extension de la ligne C (aujourd'hui ligne 6) entre Seestraße et Kurt-Schumacher-Platz. À l'origine, la station n'était pas prévue. Mais les bâtiments construits après la Seconde Guerre mondiale et le Friedrich-Ebert-Siedlung justifient sa présence. Comme l'en témoigne un cliché accroché dans la station, datant de 1953, la station s'appelait autrefois « Kongo Straße ».
La station est présentée comme relativement simple, sobre et discrète. L'architecte Bruno Grimmek conçoit une plate-forme centrale de 110 mètres de long et de huit mètres de large avec au centre une rangée de colonnes recouvertes de carrelage et un plafond en pente douce.
Actuellement, la station n'est accessible que par un escalier de pierre au bout de la plate-forme. Une accessibilité pour les handicapés est prévue en 2016.

## Correspondances
La station de métro est en correspondance avec des stations d'omnibus de la Berliner Verkehrsbetriebe.